# Сагайдачный, Пётр Яковлевич
Пётр Я́ковлевич Сагайда́чный (1889 — 1964) — герой Первой мировой войны, участник Белого движения на Юге России, полковник Марковского полка.

## Биография
Из потомственных дворян. Образование получил в Санкт-Петербургском 2-м реальном училище.
В 1912 году окончил Владимирское военное училище, откуда выпущен был подпоручиком в 95-й пехотный Красноярский полк, в рядах которого и вступил в Первую мировую войну. Был пожалован Георгиевским оружием
За то, что в бою под гор. Лодзью у д. Новосольна 6 ноября 1914 года, после выбытия из строя почти всех офицеров, собрав, под градом пуль и снарядов, команду в 20 человек, бросился в контр-атаку. Взял окоп, а затем и каменный дом, в котором засели немцы, причем своею распорядительностью и находчивостью захватил 23 человека пленных.
Произведен в поручики 27 апреля 1915 года «за отличие в делах против неприятеля», в штабс-капитаны — 24 января 1916 года. 21 октября 1916 года переведен в 94-й пехотный Енисейский полк. Произведен в капитаны 17 июля 1917 года со старшинством с 22 апреля 1917 года. Был командирован во Францию в Русский экспедиционный корпус, где оставался до окончания войны.
В Гражданскую войну участвовал в Белом движении на Юге России. В начале 1919 года прибыл в Добровольческую армию с Легионом Чести. С 15 (28) по 18 (31) мая 1919 года временно командовал ротой генерала Маркова в 1-м Марковском полку. 16 (29) июля 1919 переведен в 4-ю роту того же полка. В 1920 году — подполковник, командир батальона в 3-м Марковском полку. С октября 1920 года — командующий тем же полком. 16 (29) октября принял командование бригадой из 1-го и 3-го полков, во главе которой участвовал в последних боях Русской армии в Крыму. На 18 декабря 1920 года — в составе Марковского полка в Галлиполи, осенью 1925 года — полковник того же полка в Болгарии.
В эмиграции в Болгарии. В годы Второй мировой войны служил в Русском корпусе, в 6-й роте 3-го полка, затем — в РОА. После окончания войны находился в лагере в Германии. В 1949 году переехал в США. Жил в Лос-Анджелесе, работал на деревообрабатывающей фабрике. Состоял заместителем председателя Общества Галлиполийцев в Калифорнии и членом редакционной коллегии журнала «Родные дали». Скончался в 1964 году в Лос-Анджелесе.

## Награды
- Орден Святого Владимира 4-й ст. с мечами и бантом (ВП 09.12.1914)
- Орден Святой Анны 3-й степени с мечами и бантом (ВП 07.06.1915)
- Георгиевское оружие (ВП 09.06.1915)
- Орден Святого Станислава 3-й ст. с мечами и бантом (ВП 15.02.1916)
- Орден Святителя Николая Чудотворца (Приказ Главнокомандующего № 248, 31 октября 1921)